# Copa Libertadores da América de 1975
A Taça Libertadores da América de 1975 foi a 16.ª edição disputada ao longo da história. Ao conquistar seu quarto título consecutivo, o Club Atlético Independiente da Argentina estabeleceu um recorde de conquistas seguidas jamais igualado por outro clube. 
Na final desta edição, o time de Avellaneda venceu o Unión Española do Chile por 2 a 0, na terceira partida da final. O Independiente conquistou o sexto título na competição.

## Regulamento
Essa edição possui um regulamento para determinadas fases abaixo:
- Fase de grupos: os 20 times estão divididos em cinco grupos de quatro times cada, que jogam entre si em turno e returno. Classificam-se para a próxima fase os campeões de cada grupo.

- Fase semifinal: dois grupos de 3 times cada (os 5 times classificados da "fase de grupos" mais o Independiente, campeão do ano anterior), jogam entre si em turno e returno. Classifica-se para a última fase o primeiro colocado de cada grupo.

- Fase final: os 2 times, disputa em "melhor de três" (terceiro jogo em campo neutro se houver necessidade) para decidir o título da Libertadores da América.

## Equipes classificadas
| País                                  | Equipe               | Cidade         | Classificação                                             | Títulos                          | Participação |
| ------------------------------------- | -------------------- | -------------- | --------------------------------------------------------- | -------------------------------- | ------------ |
| Argentina · (2 vagas + atual campeão) | Independiente        | Avellaneda     | Campeão da Copa Libertadores                              | 5 (1964, 1965, 1972, 1973, 1974) | 9ª           |
| Argentina · (2 vagas + atual campeão) | Rosário Central      | Rosario        | Campeão da Liguilla Pré-Libertadores da América 1974      | 0 (não possui)                   | 4ª           |
| Argentina · (2 vagas + atual campeão) | Newell's Old Boys    | Rosario        | Vice-campeão da Liguilla Pré-Libertadores da América 1974 | 0 (não possui)                   | 1ª           |
| Bolívia · (2 vagas)                   | The Strongest        | La Paz         | Campeão do Campeonato Boliviano de 1974                   | 0 (não possui)                   | 3ª           |
| Bolívia · (2 vagas)                   | Jorge Wilstermann    | Cochabamba     | Vice-campeão do Campeonato Boliviano de 1974              | 0 (não possui)                   | 7ª           |
| Brasil · (2 vagas)                    | Vasco da Gama        | Rio de Janeiro | Campeão do Campeonato Brasileiro de 1974                  | 0 (não possui)                   | 1ª           |
| Brasil · (2 vagas)                    | Cruzeiro             | Belo Horizonte | Vice-campeão do Campeonato Brasileiro de 1974             | 0 (não possui)                   | 2ª           |
| Chile · (2 vagas)                     | Huachipato           | Talcahuano     | Campeão do Campeonato Chileno de 1974                     | 0 (não possui)                   | 1ª           |
| Chile · (2 vagas)                     | Unión Española       | Santiago       | Vice-campeão do Campeonato Chileno de 1974                | 0 (não possui)                   | 4ª           |
| Colômbia · (2 vagas)                  | Deportivo Cali       | Cali           | Campeão do Campeonato Colombiano de 1974                  | 0 (não possui)                   | 6ª           |
| Colômbia · (2 vagas)                  | Atlético Nacional    | Medellín       | Vice-campeão do Campeonato Colombiano de 1974             | 0 (não possui)                   | 3ª           |
| Equador · (2 vagas)                   | LDU Quito            | Quito          | Campeão do Campeonato Equatoriano de 1974                 | 0 (não possui)                   | 2ª           |
| Equador · (2 vagas)                   | El Nacional          | Quito          | Vice-campeão do Campeonato Equatoriano de 1974            | 0 (não possui)                   | 4ª           |
| Paraguai · (2 vagas)                  | Cerro Porteño        | Assunção       | Campeão do Campeonato Paraguaio de 1974                   | 0 (não possui)                   | 9ª           |
| Paraguai · (2 vagas)                  | Olimpia              | Assunção       | Vice-campeão do Campeonato Paraguaio de 1974              | 0 (não possui)                   | 10ª          |
| Peru · (2 vagas)                      | Universitario        | Lima           | Campeão do Campeonato Peruano de 1974                     | 0 (não possui)                   | 10ª          |
| Peru · (2 vagas)                      | Unión Huaral         | Huaral         | Vice-campeão do Campeonato Peruano de 1974                | 0 (não possui)                   | 1ª           |
| Uruguai · (2 vagas)                   | Peñarol              | Montevidéu     | Campeão da Liguilla Pré-Libertadores da América 1974      | 3 (1960, 1961, 1966)             | 15ª          |
| Uruguai · (2 vagas)                   | Montevideo Wanderers | Montevidéu     | Vice-campeão da Liguilla Pré-Libertadores da América 1974 | 0 (não possui)                   | 1ª           |
| Venezuela · (2 vagas)                 | Deportivo Galicia    | Caracas        | Campeão do Campeonato Venezuelano de 1974                 | 0 (não possui)                   | 6ª           |
| Venezuela · (2 vagas)                 | Portuguesa           | Acarigua       | Vice-campeão do Campeonato Venezuelano de 1974            | 0 (não possui)                   | 2ª           |

## Fase de grupos

### Grupo 1
| Equipe            | Pts | J | V | E | D | GP | GC | SG |
| ----------------- | --- | - | - | - | - | -- | -- | -- |
| Rosário Central   | 8   | 6 | 2 | 4 | 0 | 8  | 5  | +3 |
| Newell's Old Boys | 8   | 6 | 3 | 2 | 1 | 9  | 8  | +1 |
| Olimpia           | 7   | 6 | 2 | 3 | 1 | 7  | 5  | +2 |
| Cerro Porteño     | 1   | 6 | 0 | 1 | 5 | 5  | 11 | -6 |

|                   | CPO | NOB | OLI | RCE |
| ----------------- | --- | --- | --- | --- |
| Cerro Porteño     | –   | 0-1 | 0-0 | 1-3 |
| Newell's Old Boys | 3-2 | –   | 3-2 | 1-1 |
| Olimpia           | 2-1 | 2-0 | –   | 0-0 |
| Rosário Central   | 2-1 | 1-1 | 1-1 | –   |

| Jogo Desempate |                 |         |                   |         |
| Data           | Partida         | Partida | Partida           | Cidade  |
| 11/04          | Rosário Central | 2-0     | Newell's Old Boys | Rosario |

### Grupo 2
| Time              | Pts | J | V | E | D | GP | GC | SG  |
| ----------------- | --- | - | - | - | - | -- | -- | --- |
| Unión Española    | 9   | 6 | 3 | 3 | 0 | 17 | 5  | +12 |
| Huachipato        | 6   | 6 | 2 | 2 | 2 | 10 | 10 | 0   |
| The Strongest     | 6   | 6 | 2 | 2 | 2 | 8  | 11 | -3  |
| Jorge Wilstermann | 3   | 6 | 0 | 3 | 3 | 4  | 13 | -9  |

|                   | HUA | JWI | STR | UES |
| ----------------- | --- | --- | --- | --- |
| Huachipato        | –   | 4-0 | 4-2 | 0-0 |
| Jorge Wilstermann | 0-0 | –   | 1-1 | 1-1 |
| The Strongest     | 1-0 | 3-1 | –   | 1-1 |
| Unión Española    | 7-2 | 4-1 | 4-0 | –   |

### Grupo 3
| Time              | Pts | J | V | E | D | GP | GC | SG |
| ----------------- | --- | - | - | - | - | -- | -- | -- |
| Cruzeiro          | 7   | 6 | 3 | 1 | 2 | 10 | 9  | +1 |
| Deportivo Cali    | 6   | 6 | 2 | 2 | 2 | 5  | 5  | 0  |
| Atlético Nacional | 6   | 6 | 2 | 2 | 2 | 7  | 8  | -1 |
| Vasco da Gama     | 5   | 6 | 1 | 3 | 2 | 7  | 7  | 0  |

|                   | ANA | CRU | DCA | VAS |
| ----------------- | --- | --- | --- | --- |
| Atlético Nacional | –   | 1-2 | 2-1 | 1-1 |
| Cruzeiro          | 2-3 | –   | 2-1 | 3-2 |
| Deportivo Cali    | 0-0 | 1-0 | –   | 2-1 |
| Vasco da Gama     | 2-0 | 1-1 | 0-0 | –   |

### Grupo 4
| Time              | Pts | J | V | E | D | GP | GC | SG |
| ----------------- | --- | - | - | - | - | -- | -- | -- |
| LDU Quito         | 9   | 6 | 3 | 3 | 0 | 12 | 7  | +5 |
| Portuguesa        | 6   | 6 | 1 | 4 | 1 | 5  | 8  | -3 |
| Deportivo Galicia | 5   | 6 | 1 | 3 | 2 | 7  | 6  | +1 |
| El Nacional       | 4   | 6 | 1 | 2 | 3 | 8  | 11 | -3 |

|                   | DGA | ELN | LDU | POR |
| ----------------- | --- | --- | --- | --- |
| Deportivo Galicia | –   | 4-0 | 0-1 | 0-0 |
| El Nacional       | 0-0 | –   | 2-2 | 5-1 |
| LDU Quito         | 4-2 | 3-1 | –   | 1-1 |
| Portuguesa        | 1-1 | 1-0 | 1-1 | –   |

### Grupo 5
| Time                 | Pts | J | V | E | D | GP | GC | SG  |
| -------------------- | --- | - | - | - | - | -- | -- | --- |
| Universitario        | 10  | 6 | 4 | 2 | 0 | 12 | 6  | +6  |
| Peñarol              | 8   | 6 | 4 | 0 | 2 | 13 | 7  | +6  |
| Montevideo Wanderers | 3   | 6 | 1 | 1 | 4 | 8  | 10 | -2  |
| Unión Huaral         | 3   | 6 | 0 | 3 | 3 | 7  | 17 | -10 |

|                      | MWA | PEN | UHU | UNI |
| -------------------- | --- | --- | --- | --- |
| Montevideo Wanderers | –   | 1-2 | 4-0 | 0-2 |
| Peñarol              | 1-0 | –   | 5-2 | 0-1 |
| Unión Huaral         | 2-2 | 0-3 | –   | 1-1 |
| Universitario        | 3-1 | 3-2 | 2-2 | –   |

## Semifinal

### Grupo 1
| Equipe         | Pts | J | V | E | D | GP | GC | SG |
| -------------- | --- | - | - | - | - | -- | -- | -- |
| Unión Española | 5   | 4 | 2 | 1 | 1 | 7  | 6  | +1 |
| Universitario  | 4   | 4 | 1 | 2 | 1 | 4  | 4  | 0  |
| LDU Quito      | 3   | 4 | 1 | 1 | 2 | 5  | 6  | -1 |

|                | LDU | UES | UNI |
| -------------- | --- | --- | --- |
| LDU Quito      | –   | 4-2 | 0-0 |
| Unión Española | 2-0 | –   | 2-1 |
| Universitario  | 2-1 | 1-1 | –   |

### Grupo 2
| Equipe          | Pts | J | V | E | D | GP | GC | SG |
| --------------- | --- | - | - | - | - | -- | -- | -- |
| Independiente   | 4   | 4 | 2 | 0 | 2 | 5  | 4  | +1 |
| Rosário Central | 4   | 4 | 2 | 0 | 2 | 5  | 5  | 0  |
| Cruzeiro        | 4   | 4 | 2 | 0 | 2 | 5  | 6  | -1 |

|                 | CRU | IND | RCE |
| --------------- | --- | --- | --- |
| Cruzeiro        | –   | 2-0 | 2-0 |
| Independiente   | 3-0 | –   | 2-0 |
| Rosário Central | 3-1 | 2-0 | –   |

## Final
| Time           | Pts | J | V | E | D | GP | GC | SG |
| -------------- | --- | - | - | - | - | -- | -- | -- |
| Independiente  | 4   | 3 | 2 | 0 | 1 | 5  | 2  | +3 |
| Unión Española | 2   | 3 | 1 | 0 | 2 | 2  | 5  | -3 |

1º jogo
| 18 de junho de 1975 | Unión Española | 1 – 0 | Independiente | Nacional, Santiago          |
|                     | Ahumada 87'    |       |               | Árbitro: José Luis Martínez |

- Unión Española: Vallejos; Machuca, Berly, Soto e Arias; Palacios e Las Heras (Inostroza); Trujillo, Spedaletti, Ahumada e Hoffman (Miranda). Técnico: Luis Santibáñez.

- Independiente: Pérez; Commisso, Francisco Sá, Semenewicz e Pavoni; Galván e Bochini; Rojas, Balbuena, Ruiz Moreno e Bertoni (Giribet). Técnico: Pedro Dellacha.

2ºjogo
| 25 de junho de 1975 | Independiente                       | 3 – 1 | Unión Española | La Doble Visera, Buenos Aires |
|                     | Rojas 1' · Pavoni 58' · Bertoni 83' |       | Las Heras 46'  | Árbitro: Ramón Barreto        |

- Independiente: Pérez; Commisso, Francisco Sá, Semenewicz e Pavoni; Galván e Bochini; Rojas, Balbuena, Ruiz Moreno e Bertoni. Técnico: Pedro Dellacha.

- Unión Española: Vallejos; Machuca, Berly, Soto e Arias; Palacios e Las Heras (Maldonado); Inostroza, Spedaletti, Ahumada e Véliz (Trujillo). Técnico: Luis Santibáñez.

Jogo de desempate
| 29 de junho de 1975 | Independiente                 | 2 – 0 | Unión Española | Defensores del Chaco, Assunção                                         |
|                     | Ruiz Moreno 29' · Bertoni 65' |       |                | Árbitro: Edison Pérez Auxiliares: Romualdo Arppi Filho e Ramón Barreto |

|  | Independiente | Unión Española |

| INDEPENDIENTE: |  |              |  |    |
|                |  |              |  |    |
| G              |  | Pérez        |  |    |
| LD             |  | Commisso     |  |    |
| Z              |  | Francisco Sá |  |    |
| Z              |  | López        |  |    |
| LE             |  | Pavoni       |  |    |
| V              |  | Semenewicz   |  |    |
| V              |  | Galván       |  |    |
| M              |  | Bochini      |  |    |
| M              |  | Balbuena     |  |    |
| A              |  | Ruiz Moreno  |  |    |
| A              |  | Bertoni      |  | a' |
| Substituição:  |  |              |  |    |
| M              |  | Saggioratto  |  | a' |
| Treinador:     |  |              |  |    |
| Pedro Dellacha |  |              |  |    |

| UNIÓN ESPAÑOLA: |  |            |  |    |
|                 |  |            |  |    |
| G               |  | Vallejos   |  |    |
| LD              |  | Machuca    |  |    |
| Z               |  | Maldonado  |  |    |
| Z               |  | Gaete      |  |    |
| LE              |  | Arias      |  |    |
| V               |  | Palacios   |  |    |
| V               |  | Inostroza  |  | a' |
| M               |  | Véliz      |  |    |
| M               |  | Spedaletti |  |    |
| A               |  | Trujillo   |  |    |
| A               |  | Ahumada    |  |    |
| Substituição:   |  |            |  |    |
| M               |  | Las Heras  |  | a' |
| Treinador:      |  |            |  |    |
| Luis Santibáñez |  |            |  |    |

| Libertadores 1975                 |
| --------------------------------- |
| INDEPENDIENTE Campeão (6º título) |

## Classificação Geral
| Pos | Times                | P  | J  | V | E | D | GP | GC | SG  | Resultado     |
| --- | -------------------- | -- | -- | - | - | - | -- | -- | --- | ------------- |
| 1   | Independiente        | 8  | 7  | 4 | 0 | 3 | 10 | 6  | +4  | Campeão       |
| 2   | Unión Española       | 16 | 13 | 6 | 4 | 3 | 26 | 16 | +10 | Vice campeão  |
| 3   | Universitario        | 14 | 10 | 5 | 4 | 1 | 16 | 10 | +6  | Semifinal     |
| 4   | LDU Quito            | 12 | 10 | 4 | 4 | 2 | 17 | 13 | +4  | Semifinal     |
| 5   | Rosário Central      | 12 | 10 | 4 | 4 | 2 | 13 | 10 | +3  | Semifinal     |
| 6   | Cruzeiro             | 11 | 10 | 5 | 1 | 4 | 15 | 15 | 0   | Semifinal     |
| 7   | Peñarol              | 8  | 6  | 4 | 0 | 2 | 13 | 7  | +6  | Primeira Fase |
| 8   | Newell's Old Boys    | 8  | 6  | 3 | 2 | 1 | 9  | 8  | +1  | Primeira Fase |
| 9   | Olimpia              | 7  | 6  | 2 | 3 | 1 | 7  | 5  | +2  | Primeira Fase |
| 10  | Huachipato           | 6  | 6  | 2 | 2 | 2 | 10 | 10 | 0   | Primeira Fase |
| 11  | Deportivo Cali       | 6  | 6  | 2 | 2 | 2 | 5  | 5  | 0   | Primeira Fase |
| 12  | Atlético Nacional    | 6  | 6  | 2 | 2 | 2 | 7  | 8  | -1  | Primeira Fase |
| 13  | The Strongest        | 6  | 6  | 2 | 2 | 2 | 8  | 11 | -3  | Primeira Fase |
| 14  | Portuguesa           | 6  | 6  | 1 | 4 | 1 | 5  | 8  | -3  | Primeira Fase |
| 15  | Deportivo Galicia    | 5  | 6  | 1 | 3 | 2 | 7  | 6  | +1  | Primeira Fase |
| 16  | Vasco da Gama        | 5  | 6  | 1 | 3 | 2 | 7  | 7  | 0   | Primeira Fase |
| 17  | El Nacional          | 4  | 6  | 1 | 2 | 3 | 8  | 11 | -3  | Primeira Fase |
| 18  | Montevideo Wanderers | 3  | 6  | 1 | 1 | 4 | 8  | 10 | -2  | Primeira Fase |
| 19  | Jorge Wilstermann    | 3  | 6  | 0 | 3 | 3 | 4  | 13 | -9  | Primeira Fase |
| 20  | Unión Huaral         | 3  | 6  | 0 | 3 | 3 | 7  | 17 | -10 | Primeira Fase |
| 21  | Cerro Porteño        | 1  | 6  | 0 | 1 | 5 | 5  | 11 | -6  | Primeira Fase |